# Coprinus foetidellus
Coprinus foetidellus är en svampart som beskrevs av P.D. Orton 1972. Coprinus foetidellus ingår i släktet Coprinus och familjen Agaricaceae.  Arten är reproducerande i Sverige. Inga underarter finns listade i Catalogue of Life.